# Relações entre Brasil e China
As relações entre o Brasil e a China são relações diplomáticas estabelecidas hoje, entre a República Federativa do Brasil e a República Popular da China. As relações entre os dois estados começaram no início do século XIX e continuaram até ao ano de 1949, quando foram interrompidas pela criação da República Popular da China. Em 1974, 25 anos depois das últimas relações, no governo do general Ernesto Geisel da ditadura militar no Brasil, houve um acordo sobre a criação e funcionamento de uma embaixada do Brasil na cidade de Pequim, China e de uma embaixada chinesa na capital federal, Brasília, e as relações entre os países foram normalizadas e reafirmadas. Desde então, os laços bilaterais vem promovendo um desenvolvimento, principalmente em base dos princípios de não-interferência, igualdade e benefício mútuo. O principal fundamento da relação diplomática vem do cunho econômico, caracterizando-se pelo comércio entre as duas nações, e principalmente pela aliança econômica do BRICS+ do qual o Brasil e a China fazem parte. 
A relação econômica e política entre as duas nações cresceu ainda mais com a visita de Luiz Inácio Lula da Silva à China, que incluiu 450 representantes de empresas brasileiras. O ex- ministro das Relações Exteriores e da Defesa do Brasil, Celso Amorim observou que a relação poderia ser uma "reconfiguração da geografia comercial e diplomática no mundo".
Em 2009, os chineses ultrapassaram os Estados Unidos da América, e tornaram se o maior parceiro comercial do Brasil.
Em março de 2023, foi anunciado que a República Federativa do Brasil e a República Popular da China iriam exportar e importar sem a utilização do dólar americano como moeda comercial. Esse acordo foi estabelecido pelo Banco Central do Brasil em cooperação ao governo chinês, para que as transações fossem feitas em moeda local e convertidas ao dinheiro da nação destinatária de forma "simplificada". O novo acordo promete a facilitação de trocas comerciais e custos mais baixos, mantendo reservas cambiais em moeda forte ao país e principalmente a redução da influência e dependência da moeda norte-americana. No entanto, apesar dos esforços comerciais, a partir do ano de 2023 o Brasil vem passando por uma taxação e impostos sobre a importação de produtos, sendo 60% acima do valor do produto, em sua maior parte eletrodomésticos e outros.

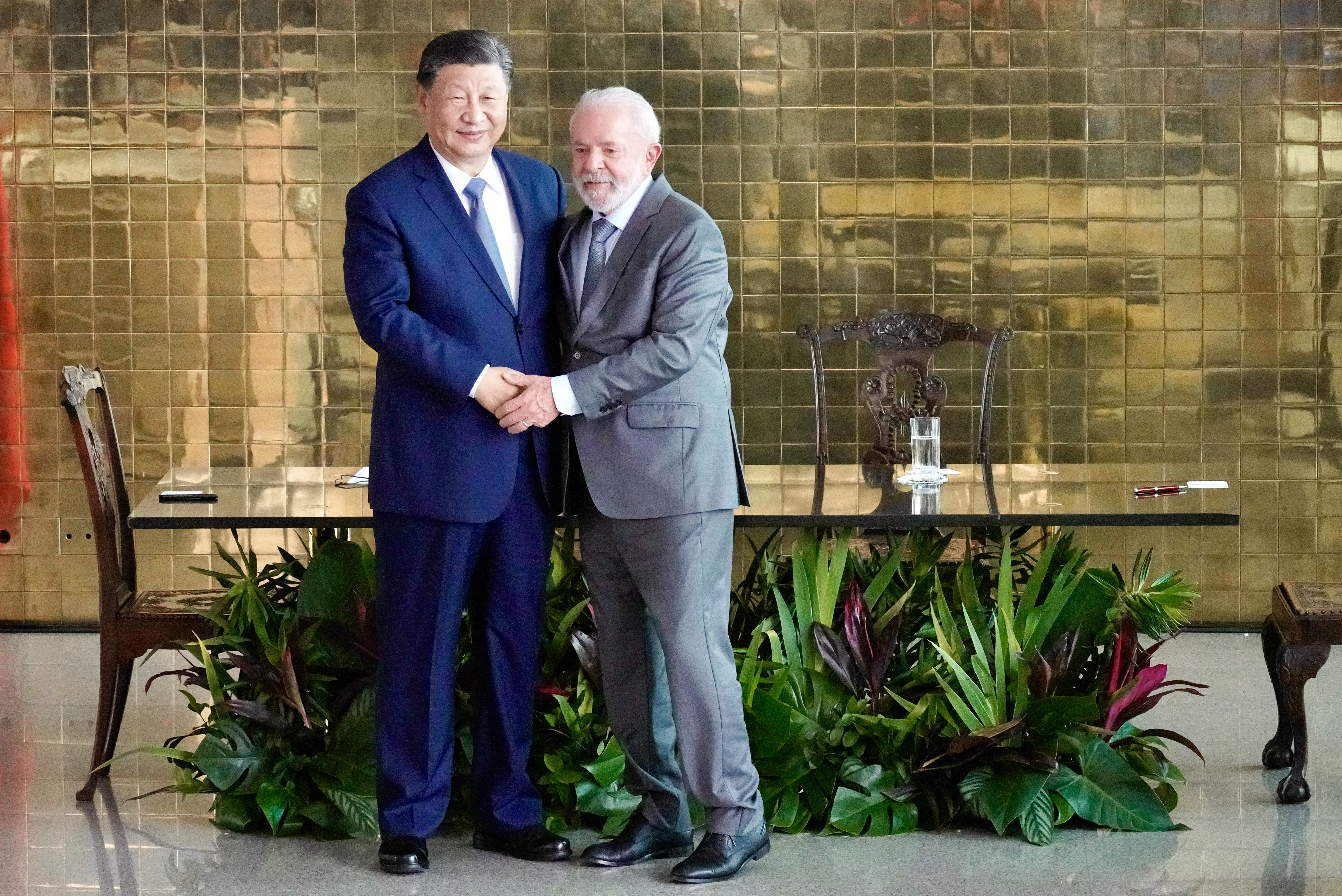
Luiz Inácio Lula da Silva e Xi Jinping no dia 20 de novembro de 2024, em assinatura de acordos.

## Missões diplomáticas residentes
O Brasil possui uma embaixada na cidade de Pequim, como principal base diplomática brasileira na China. Há também consulados-gerais para auxílio diplomático nas principais cidades chinesas, como Guangzhou, Hong Kong, Xangai e Cantão. 
A China como acordo, possui sua embaixada localizada na capital do Brasil, Brasília e consulados-gerais nas cidades de Recife, Rio de Janeiro e São Paulo.
Brasil
Embaixador: Marcos Bezerra Abbott Galvão (2024)
- Pequim (Embaixada)[7]
- Cantão (Consulado-Geral)
- Guangzhou (Consulado-Geral)
- Hong Kong (Consulado-Geral)
- Xangai (Consulado-Geral)

China
Embaixador: Zhu Qingqiao (2024)
- Brasília (Embaixada)[8]
- São Paulo (Consulado-Geral)
- Recife (Consulado-Geral)
- Rio de Janeiro (Consulado-Geral)

## História
Os primeiros encontros entre Brasil e China podem ser rastreados até o século XVI, quando tanto o Brasil quanto Macau na China, eram colônias portuguesas. Portugal também abriu rotas oceânicas entre Macau e o Brasil. No final do século XVIII, o Brasil tinha um comércio de tabaco em Macau. No século XIX, com a ajuda do vereador macaense Rafael Botado de Almeida, foram introduzidas no Brasil lichias e canforeiras vindas da China.

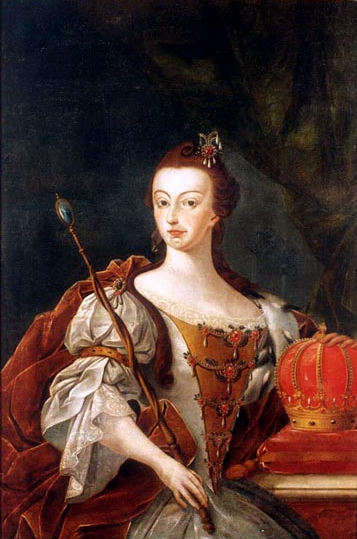
Dona Maria I, Rainha de Portugal, por José Leandro de Carvalho, 1808.

Em 1812, a rainha Maria I de Portugal, no Brasil, importou trabalhadores chineses para trabalhar em uma plantação de chá perto do Rio de Janeiro. Em 1900, uma nova onda de imigrantes da China estabeleceram-se em São Paulo.
Em abril de 1913, o Brasil se tornou o primeiro país a reconhecer a República da China.
As relações formais terminaram com a Revolução Chinesa de 1949 e foram restabelecidas em 1974. No século XXI empresários brasileiros têm sido um pouco frustrado com o que o Financial Times descreveu como um "ritmo lento" do desenvolvimento de alguns aspectos do relacionamento entre os dois países. Por exemplo, o Brasil reconheceu oficialmente a China como uma economia de mercado em 2004, mas em 2009 as alterações correspondentes em acordos comerciais não haviam sido implementadas. No entanto tinha sido alcançado um acordo sobre uma ampla gama de questões e uma excelente relação pessoal tinha sido estabelecida entre os dois presidentes da nação. 
O presidente chinês, Hu Jintao, disse em seu discurso ao Congresso Nacional em 12 de novembro de 2004, que "América Latina e China têm experiências semelhantes na obtenção de libertação nacional, defesa da independência nacional e na construção do país". Portanto, "ambos os lados têm os mesmos sentimentos e linguagens". Ele disse que "espera que as relações sino-latino-americanas apoiem ambos os lados nos domínios político, reforcem a complementaridade econômica e realizem uma aproximação cultural".
Em 2009 Lula falou do compremetimento do Brasil ao príncipio de Uma China, que é a posição da Republica Popular da China e do Partida Comunista Chinês. Isto é, que este governo e o único representante legal para toda a China, incluindo Taiwan.
Em 2010, a Segunda reunião de cúpula do BRIC foi realizada no Brasil, com propostas apresentadas aumentar a cooperação entre Brasil e China sobre questões políticas e relacionadas com o comércio, bem como energia, mineração, serviços financeiros e agricultura.

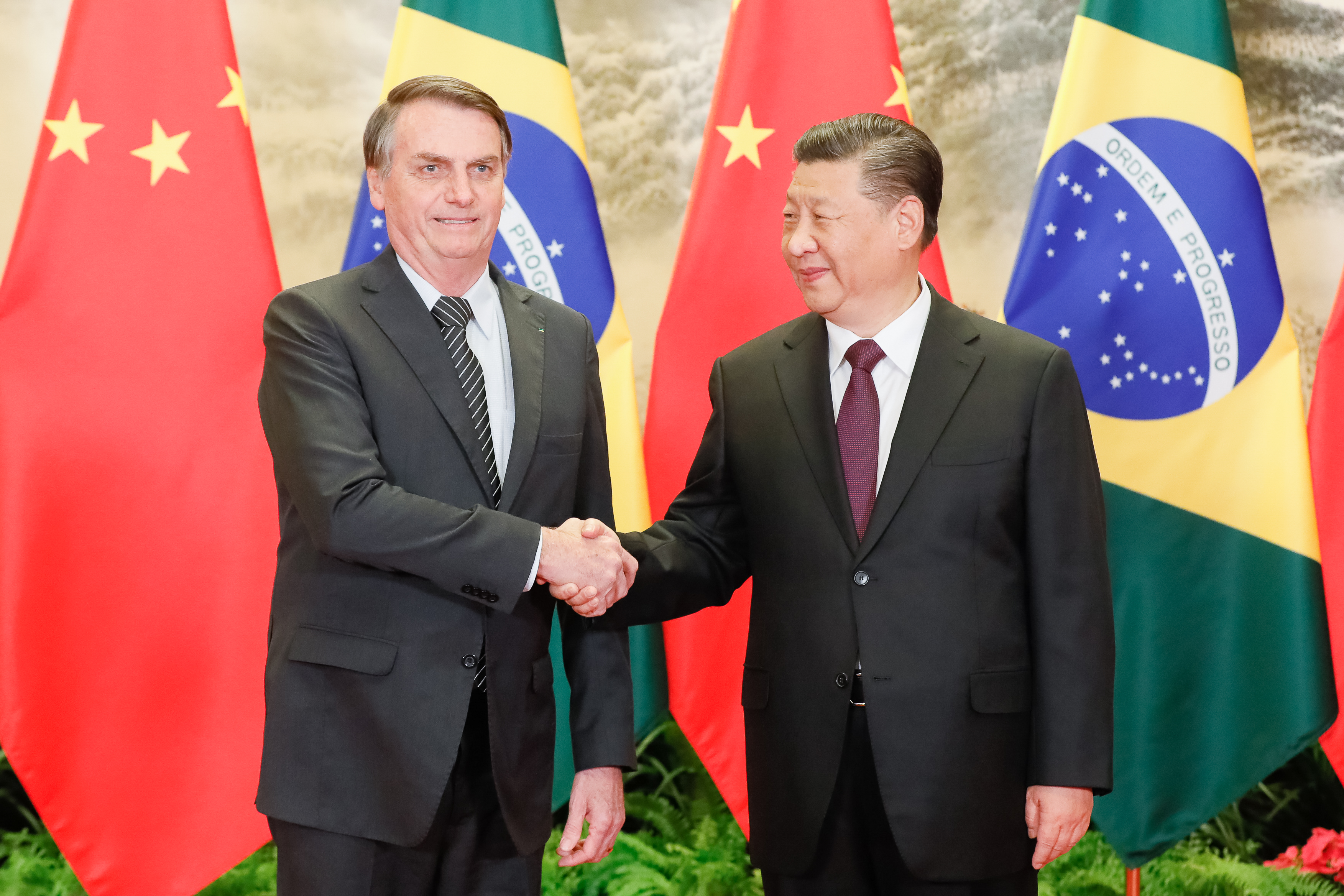
O presidente chinês Xi Jinping, com o ex-presidente brasileiro, Jair Bolsonaro em Pequim, outubro de 2019.

Antes da sua eleição como presidente, Jair Bolsonaro criticou a China, dizendo "China não está comprando no Brasil, está comprando o Brasil. Vamos deixar Brasil nas mãos dos Chineses?". No entanto como presidente sua posição frente a china foi pragmática e evitou confronto. Durante sua presidência Brasil continuou como o maior destinatário para investimento Chinês na America do Sul.
Em Agosto de 2019, a China defendeu o Brasil de críticas sobre fogo na Amazonia, com o Embaixador Chinês dizendo que as críticas eram "um tanto fabricadas" This led to thanks from Brazilian President Jair Bolsonaro, who described it as "a grand gesture that strengthened us a lot."
Em Outubro de 2019 Jair Bolsonaro fez uma visita official à China. Encontrou Xi Jinping.

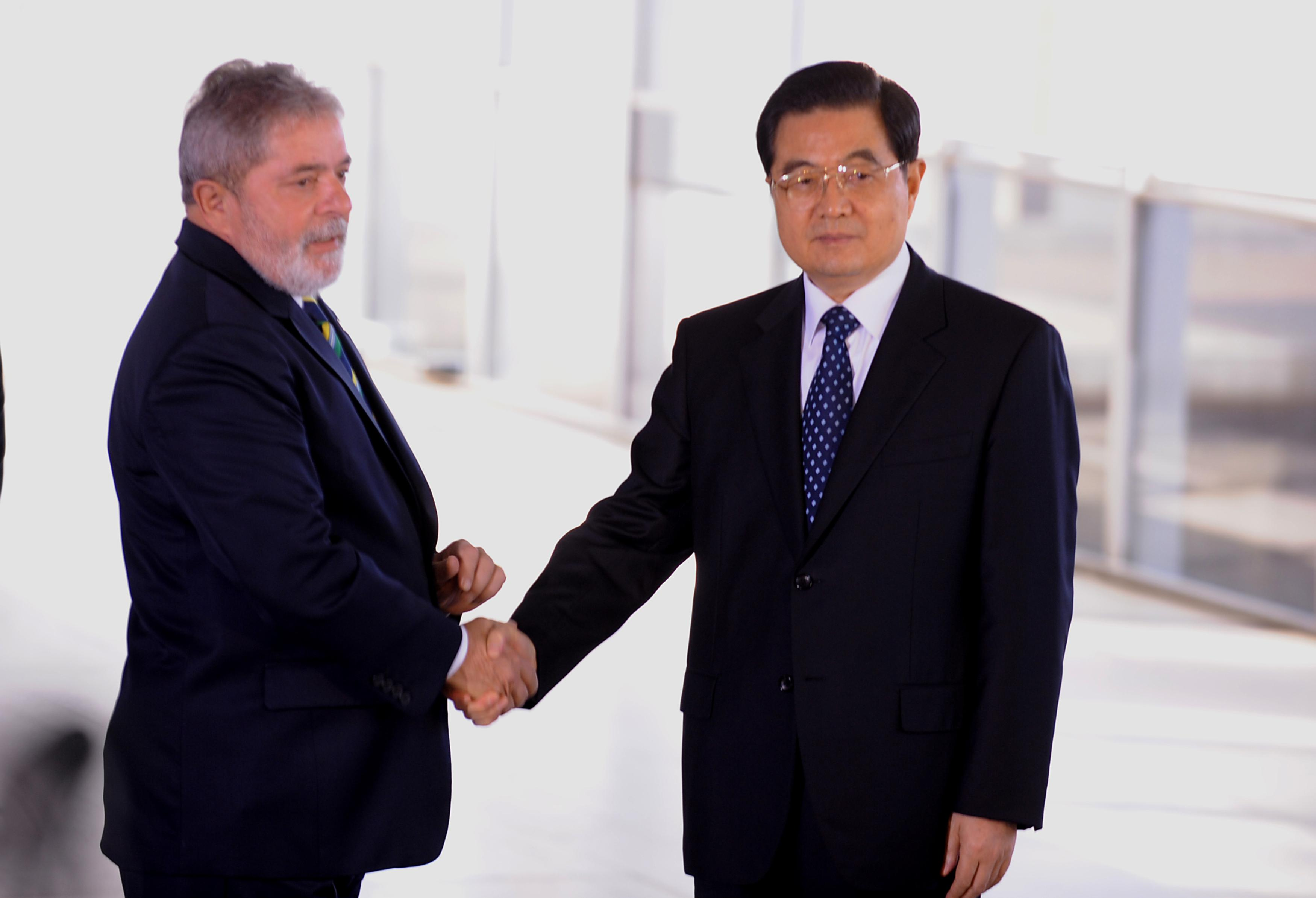
Encontro diplomático entre o presidente Lula e o presidente chinês Hu Jintao.

A segunda presidencia de Lula teve como uma das metas o relançar da relação Brasil-China. Lula visitou a China com uma comitiva de empresários e políticos. Lula se encontrou com o Presidente Chinês, Xi Jinping e assinou vários papeis e acordos em númerosos temas.
O encontro também incluiu discussão sobre um possível papel mediador na guerra entre Ukrania e a Russia. Na visita Lula disse "Ninguém pode impedir o Brasil de continuar de desenvolver seu relacionamento com a China" Isto foi entendido como uma referência aos EUA. 
Em Janeiro de 2024 Lula enfatizou pro Ministro Exterior da China Wang Yi seu comprometimento com o principio de Uma China segundo a qual Taiwan pertence à China.

## Cooperação

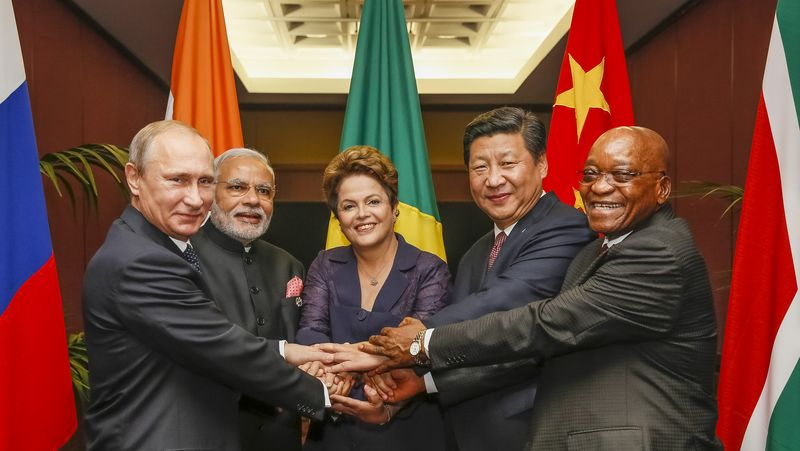
Reunião de líderes dos BRICS durante a 9ª reunião de cúpula do G20, realizada em Brisbane, Austrália, em 2014.

A China se tornou o maior parceiro comercial do Brasil em 2009. O ex-presidente brasileiro Luiz Inácio Lula da Silva e muitos na mídia brasileira consideram a China como um dos "parceiros de negócios comerciais mais promissores do Brasil e um aliado estratégico", devido "a demanda rapidamente crescente por matérias-primas e produtos agrícolas". O comércio bilateral cresceu de 6,7 bilhões de dólares em 2003 para 36,7 bilhões de dólares em 2009. O brasil exporta principalmente commodities como soja, minério de ferro, carne bovina, frango e café para a China.
No Bloco dos BRICS a China contribui com 41% do orçamento operacional total enquanto que Brasil contribui com 18%. Os dois lados concordaram em aumentar o comércio entre mercados emergentes e em desenvolvimento.
China e Brasil cooperam economicamente em vários projetos, como o Satélite Sino-Brasileiro de Recursos Terrestres, preparado desde 1988 e que em 1999 e 2002 construiu com sucesso dois satélites que fornecerão informações importantes sobre recursos naturais. Além disso, a empresa International Satellite Communications Company (INSCOM) foi criada como uma joint venture.
Outro projeto no âmbito do Satélite de Recursos Terrestres é a construção do Porto do Açu, perto do Rio de Janeiro, Vitória e Campos dos Goytacazes, que pode lidar com navios Chinamax para importação e exportação de matérias-primas. Outro grande importante investimento em infraestrutura é a construção de um gasoduto continental, estradas e trens de alta velocidade.
O investimento chinês no Brasil tem abordagens estratégicas para consolidar o papel da China na economia brasileira, isso cria alavancagem econômica, amplia a zona de influência de empresas chinesas no Brasil e aumenta a interdependência. Os investimentos chineses no Brasil estão concentrados principalmente nos setores de energia, mineração, siderurgia e petróleo.
Em 2010, apesar da relação geralmente amigável e próxima, o Brasil foi um dos poucos países emergentes a criticar publicamente a política da China em relação à chamada "guerra cambial". O Brasil tem pedido para a China permitir uma valorização mais rápida de sua moeda, o que ajudaria a outros países a competir melhor contra as exportações chinesas. O Brasil também criticou a política dos Estados Unidos, dizendo que tanto a China quanto os estadunidenses devem procurar evitar a escalada de tensão econômica sobre o comércio e as moedas.